# باشگاه فوتبال آرسنال تیوات
باشگاه فوتبال آرسنال تیوات (به انگلیسی: FK Arsenal Tivat) یک باشگاه فوتبال در شهر تیوات در کشور مونته‌نگرو می‌باشد که در لیگ دسته اول فوتبال مونته‌نگرو بازی می‌کند.